# Coupe du monde masculine de hockey sur gazon
La Coupe du monde masculine de hockey sur gazon est une compétition internationale de hockey sur gazon qui se déroule ordinairement tous les quatre ans. Cette compétition, créée en 1969, est ouverte à toutes les fédérations reconnues par la Fédération internationale de hockey sur gazon (FIH). Le vainqueur de la Coupe du monde à la fin de la compétition obtient le titre de Champion du monde. La première édition se déroule en 1971 à Barcelone et le Pakistan en sort vainqueur. Le tenant du titre est la Allemagne grâce à sa victoire aux tirs au but contre la Belgique (2023).

## Palmarès

### Par édition
| Année | No  | Vainqueur     | Finaliste            | 3e place             | 4e place             | Meilleur buteur                                              | Organisateur           | Sélectionneur vainqueur |
| ----- | --- | ------------- | -------------------- | -------------------- | -------------------- | ------------------------------------------------------------ | ---------------------- | ----------------------- |
| 1971  | 1er | Pakistan      | Espagne              | Inde                 | Kenya                | Tanvir Dar (8)                                               | Barcelone              |                         |
| 1973  | 2e  | Pays-Bas      | Inde                 | Allemagne de l'Ouest | Pakistan             | Ties Kruize (11)                                             | Amstelveen             | Ab van Grimbergen       |
| 1975  | 3e  | Inde          | Pakistan             | Allemagne de l'Ouest | Malaisie             | Ties Kruize (7) Manzoor-ul Hassan (7) Stefan Otulakowski (7) | Kuala Lumpur           |                         |
| 1978  | 4e  | Pakistan (2)  | Pays-Bas             | Australie            | Allemagne de l'Ouest | Paul Litjens (15)                                            | Buenos Aires           |                         |
| 1982  | 5e  | Pakistan (3)  | Allemagne de l'Ouest | Australie            | Pays-Bas             | Kaleemullah Khan (12)                                        | Bombay                 |                         |
| 1986  | 6e  | Australie     | Angleterre           | Allemagne de l'Ouest | Union soviétique     | Rick Charlesworth (6)                                        | Londres                |                         |
| 1990  | 7e  | Pays-Bas (2)  | Pakistan             | Australie            | Allemagne de l'Ouest | Floris Jan Bovelander (9) Ignacio Escudé (9)                 | Lahore                 | Hans Jorritsma          |
| 1994  | 8e  | Pakistan (4)  | Pays-Bas             | Australie            | Allemagne            | Taco van den Honert (11)                                     | Sydney                 |                         |
| 1998  | 9e  | Pays-Bas (3)  | Espagne              | Allemagne            | Australie            | Jay Stacy (11)                                               | Utrecht                | Roelant Oltmans         |
| 2002  | 10e | Allemagne     | Australie            | Pays-Bas             | Corée du Sud         | Sohail Abbas (10) Jorge Lombi (10)                           | Kuala Lumpur           | Bernhard Peters         |
| 2006  | 11e | Allemagne (2) | Australie            | Espagne              | Corée du Sud         | Taeke Taekema (11)                                           | Mönchengladbach        | Bernhard Peters         |
| 2010  | 12e | Australie (2) | Allemagne            | Pays-Bas             | Angleterre           | Luke Doerner (8) Taeke Taekema (8)                           | New Delhi              | Rick Charlesworth       |
| 2014  | 13e | Australie (3) | Pays-Bas             | Argentine            | Angleterre           | Gonzalo Peillat (10)                                         | La Haye                | Rick Charlesworth       |
| 2018  | 14e | Belgique      | Pays-Bas             | Australie            | Angleterre           | Blake Govers (7) Alexander Hendrickx (7)                     | Bhubaneswar            | Shane McLeod            |
| 2023  | 15e | Allemagne (3) | Belgique             | Pays-Bas             | Australie            | Jeremy Hayward (9)                                           | Bhubaneswar & Rourkela | André Henning           |
| 2026  | 16e |               |                      |                      |                      |                                                              | Wavre & Amsterdam      |                         |

### Bilan par nation
Le tableau suivant présente le bilan par nation ayant atteint au moins une fois le dernier carré.
| Rang | Équipe           | Vainqueur | Finaliste | Troisième | Quatrième | Participations |
| ---- | ---------------- | --------- | --------- | --------- | --------- | -------------- |
| 1    | Pakistan         | 4         | 2         | -         | 1         | 12             |
| 2    | Pays-Bas         | 3         | 4         | 3         | 1         | 14             |
| 3    | Australie        | 3         | 2         | 5         | 2         | 13             |
| 4    | Allemagne        | 3         | 2         | 4         | 3         | 14             |
| 5    | Inde             | 1         | 1         | 1         | -         | 14             |
| 6    | Belgique         | 1         | 1         | -         | -         | 7              |
| 7    | Espagne          | -         | 2         | 1         | -         | 14             |
| 8    | Angleterre       | -         | 1         | -         | 3         | 13             |
| 9    | Argentine        | -         | -         | 1         | -         | 13             |
| 10   | Corée du Sud     | -         | -         | -         | 2         | 7              |
| 11   | Kenya            | -         | -         | -         | 1         | 2              |
| 11   | Malaisie         | -         | -         | -         | 1         | 8              |
| 11   | Union soviétique | -         | -         | -         | 1         | 3              |

### Bilan par confédérations
Le tableau suivant présente par confédérations un bilan avec le nombre de victoires, de deuxièmes, de troisièmes et de quatrièmes places en Coupe du monde d’une équipe de la confédération.
| Rang | Confédération   | Vainqueur | Finaliste | Troisième | Quatrième | Éditions gagnées                           | Nombre d’éditions organisées | Editions organisées                        | Nombre d'éditions organisées et gagnées | Editions organisées et gagnées | Nombre d’éditions organisées et perdues | Editions organisées et perdues |
| ---- | --------------- | --------- | --------- | --------- | --------- | ------------------------------------------ | ---------------------------- | ------------------------------------------ | --------------------------------------- | ------------------------------ | --------------------------------------- | ------------------------------ |
| 1    | EHF (Europe)    | 7         | 10        | 8         | 8         | 1973, 1990, 1998, 2002, 2006, 2018 et 2023 | 7                            | 1971, 1973, 1986, 1998, 2006, 2014 et 2026 | 3                                       | 1973, 1998 et 2006             | 3                                       | 1971, 1986 et 2014             |
| 2    | ASHF (Asie)     | 5         | 3         | 1         | 4         | 1971, 1975, 1978, 1982 et 1994             | 7                            | 1975, 1982, 1990, 2002, 2010, 2018 et 2023 | 2                                       | 1975 et 1982                   | 5                                       | 1990, 2002, 2010, 2018 et 2023 |
| 3    | OHF (Océanie)   | 3         | 2         | 5         | 2         | 1986, 2010 et 2014                         | 1                            | 1994                                       | 0                                       | -                              | 1                                       | 1994                           |
| 4    | PAHF (Amérique) | 0         | 0         | 1         | 0         | -                                          | 1                            | 1978                                       | 0                                       | -                              | 1                                       | 1978                           |
| 5    | AFHF (Afrique)  | 0         | 0         | 0         | 1         | -                                          | 0                            | -                                          | 0                                       | -                              | 0                                       | -                              |

Italique : Édition à venir